# Club The Strongest
The Strongest és un club de futbol, bolivià de la ciutat de La Paz.

## Història
El club The Strongest va iniciar la seva vida el 8 d'abril de 1908 sota la denominació The Strong Football Club i més tard esdevingué The Strongest Football Club. Guanyà el seu primer campionat el 1911. L'any 1930 inaugurà l'estadi Hernando Siles, amb una victòria per 4-1 contra l'Universitario. El 1965, The Strongest participà en la seva primera Copa Libertadores, assolint la primera victòria internacional d'un club bolivià en competició oficial en derrotar el Deportivo Quito.
El fet més desgraciat de la història del club és el conegut com la tragèdia de Viloco. El setembre de 1969 el club disputà un partit a Santa Cruz, organitzat per la Asociación Cruceña de Futbol. En el dia de tornada el 26 de setembre, el mateix dia que esclatà un cop militar al país, l'avió que transportava els jugadors de tornada es va estavellar a una àrea rural anomenada Viloco. Tots els passatgers van morir. Pel que fa al club els morts foren: Eustáquio Ortuño (entrenador), José Ayllón (mànager), Felipe Aguilar (staff); i els jugadors Armando Angelacio, Hernán Andretta, Orlando Cáceres, Juan Iriondo, Jorge Durán, Julio Díaz, Héctor Marchetti, Angel Porta, Jorge Tapia, Ernesto Villegas, Germán Alcázar, Eduardo Arrigó, Oswaldo Franco, Raúl Farfán, Oscar Flores i Diógenes Torrico.
Els seus colors són el groc i el negre.

## Estadis
L'estadi del club és el Rafael Mendoza Castellón, amb capacitat per a 15.000 espectadors. També disputa molts dels seus partits a l'estadi Hernando Siles (l'estadi nacional de Bolívia), amb capacitat per a 52.000.

## Palmarès
- Campionat bolivià de futbol:[3]
  - 1952 (com a campió de La Paz), 1964, 1974, 1977, 1986, 1989, 1993, 2003-A, 2003-C, 2004-C, 2011-A, 2012-C, 2012-A, 2013-A, 2016-A, 2023

- Campionat de La Paz de futbol:
  - 1914 ("Copa Max de la Vega"), 1914 ("Copa Bautista Saavedra"), 1916 ("Trofeo Buque Quinteros"), 1916 ("Campeonato 20 de Octubre"), 1917, 1922, 1923, 1924, 1925, 1930, 1935, 1938, 1943, 1945, 1946, 1952, 1963, 1964, 1970, 1971, 1974

- Copa República FBF:[4]
  - 1958

- Copa Prefectural:
  - 1911

- Copa AeroSur: 
  - 2007